# Hajo Goertz
Hajo Goertz (* 1943) ist ein deutscher Journalist.
Goertz studierte Germanistik, katholische Theologie und Philosophie und arbeitete von 1974 bis 1991 als Redakteur, Chef vom Dienst, Ressortleiter und Chefredakteur beim Rheinischen Merkur, der „Kirchenzeitung Köln“, Die Welt und beim Trierischen Volksfreund. Seit 1991 ist er freier Journalist und Publizist und arbeitet vornehmlich für den öffentlich-rechtlichen Hörfunk. Seit 2011 ist er Vorsitzender der Bonner Journalistenvereinigung. Er wohnt in Bonn.

## Veröffentlichungen
- Weggefährten Jesu. Impulse für die Nachfolge. Graz, 2001
- Brückenschläge. Wirken und Wirkung der Katholikentage. Kevelaer, 2006
- Beharrliche Ungeduld. Zur Geschichte des ökumenischen Kirchentages. Freiburg im Breisgau, 2010